# Угода в Труа
Угода в Труа була укладена між французами й англійцями у період Столітньої війни 21 травня 1420 у французькому місті Труа. Вона була наслідком битви під Азенкуром, в якій перемогли англійці, й проголошувала Генріха V, короля Англії спадкоємцем Карла VI Божевільного, короля Франції, в обхід законного спадкоємця дофіна (майбутнього Карла VII), що фактично означало приєднання Франції до Англії. Традиційно пишуть, що цією угодою дофін проголошувався незаконнонародженим, тим не менше, у пунктах угоди прямих згадок про це немає.

## Історія

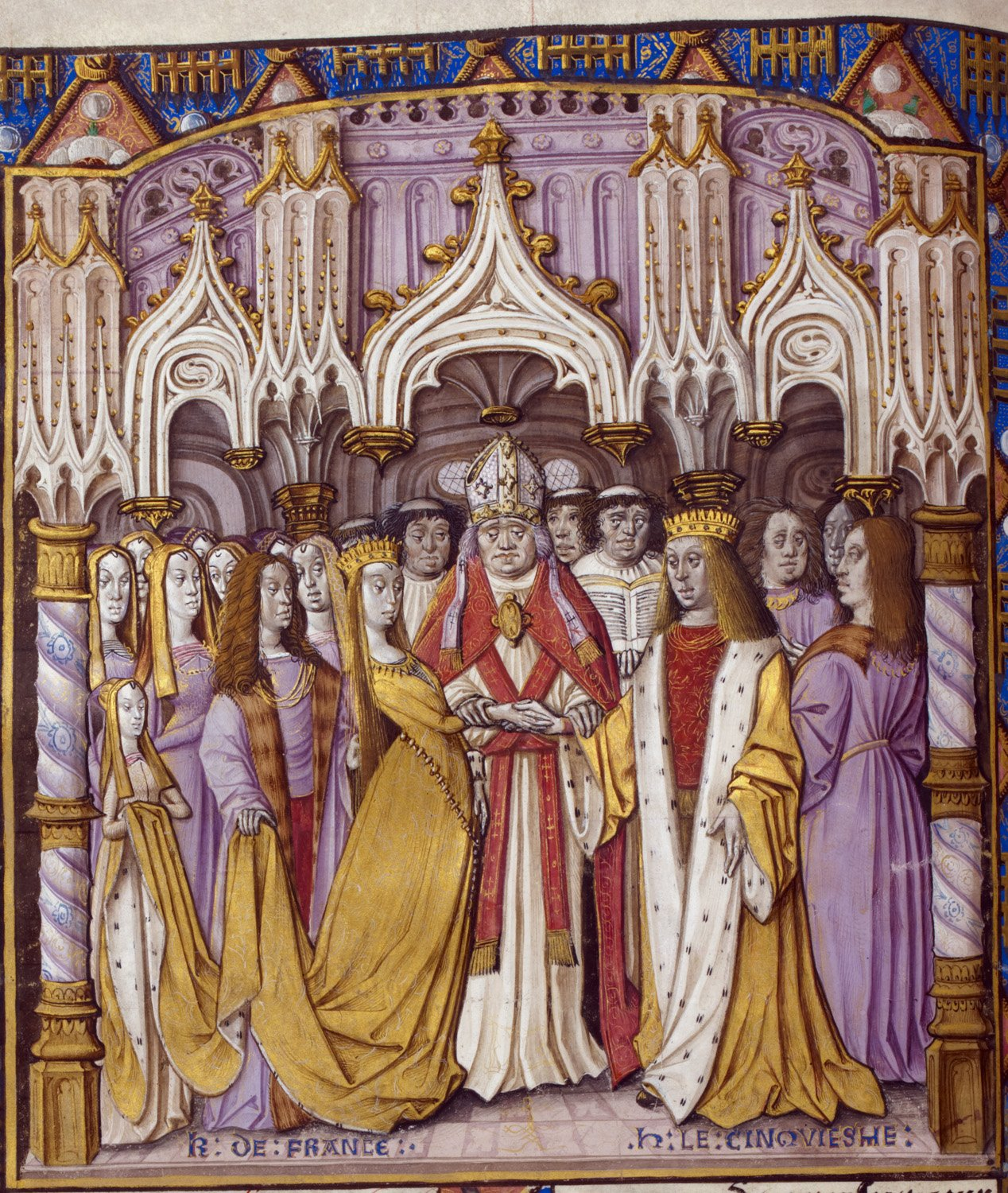
Вінчання Генріха V й Катерини Валуа

У 1415 році Генріх V після завершення внутрішньої міжусобиці в Англії повернувся до питання війни у Франції. Він висадився з військами на французькому узбережжі і завдав своїм супротивникам нищівної поразки в битві під Азенкуром. За три роки прибічника дофіна вбили Іоанна Безстрашного, герцога Бургундського. Його син і спадкоємець Філіп Добрий заради помсти вступив в альянс з англійцями.
Угоду в Труа було підготовлено прибічниками бургіньйонів. Ініціаторами укладення угоди з французької сторони стали королева Ізабелла Баварська (дружина Карла VI) та бургундський герцог Філіп Добрий. Значну роль у підготовці цієї угоди відіграв єпископ П'єр Кошон, що у подальшому увійшов до історії як головний кат Орлеанської Діви.
У травні 1420 року герцог Філіп та його спільниця Ізабелла привезли божевільного Карла VI до підвладного бургундцям міста Труа. «Там король підписав документ, значення якого він навряд чи розумів до кінця» . Народні чутки казали, що рукою Карла VI «поводила» королева Ізабелла, та назвали її губителькою французького королівства.
14 червня відбулось вінчання англійського короля Генріха V та Катерини Валуа у церкві святого Іоанна в Труа. 6 грудня 1421 року народився їхній первісток, майбутній Генріх VI.
Після того, як Генріх у липні 1420 року вступив (зі своєю армією) до Парижа, французькі Генеральні штати ратифікували цю угоду.

## Умови
Ця угода була спробою позбавити спадщини дофіна, єдиного, що залишився в живих, сина Карла VI Божевільного. Відповідно до угоди, Генріх V одружується з сестрою дофіна, принцесою Катериною Валуа, й він (разом з їхніми майбутніми синами) проголошувались у майбутньому наступниками Карла VI.
Угода в Труа фактично об'єднувала корони Англії та Франції. Франція втрачала свою незалежність і ставала частиною об'єднаного англо-французького королівства. До завершення свого життя, за угодою, Карл VI і його дружина Ізабелла Баварська зберігали титули короля й королеви Франції. З їхньою смертю саме поняття французького королівства як самостійної політичної одиниці скасовувалось, а династії об'єднувались. У західноєвропейській історіографії широко розповсюджена думка про те, що ця угода призвела до створення складного у статусно-правовому плані державного утворення, що зазвичай називається двоєдиною монархією" , але в російській історіографії цей термін зазвичай не використовується. Сторони сподівались припинити Столітню війну й залишити Францію в руках енергійного та здібного англійського короля.

### Угода
Сама угода за формою є указом французького короля. Угоду написано латиною, складається з преамбули, 31 статті, тексту клятви й заключної частини. Логічно вона поділяється на дві частини: до й після тексту клятви. У першій частині містяться статті, які з позиції того часу, ймовірно, вважались найважливішими: це загальні положення, що визначають статус королівства, й часткові положення, що зачіпають інтереси монарших осіб. Клятва є своєрідним підсумком, у якому узагальнюються ідеї перших 13 статей .
- Англійський король Генріх одружується з принцесою Катериною. Їй надавався посаг — колишні землі покійної королеви Бланки Наваррської, дружини Філіпа VI (пункт № 1).
- Генріх зобов'язується шанувати Карла VI та Ізабеллу Баварську як батька і мати відповідно до їхнього високого становища (пункти № 2-5).
- Він залишає Карлу VI його корону й довічне право користування прибутками з королівства.
- Після смерті короля французька «корона й королівство Франція залишаться й будуть у сина нашого короля Генріха і спадкоємця нашого в майбутньому» і його спадкоємців (майбутніх синів французької принцеси) (пункт № 6).
- «Якщо жорстока хвороба буде перешкоджати» Карлу VI «належним чином приймати рішення чи буде позбавлений можливості виконувати обов'язки в королівстві, у цьому випадку упродовж всього нашого життя право та виконання обов'язків з правлінню й управлінню державою вищезазначеного королівства Франції будуть належати й залишаться на віки вічні у вищезгаданого Сина нашого короля Генріха» (пункт № 9). Дослідники зазначають: якщо брати до уваги, що жорстока хвороба заважала французькому королю виконувати свої обов'язки постійно, то очевидно, що цей пункт фактично означав передачу влади Генріху на правах регента з моменту підписання угоди. Пункт 22 прямо вказує англійському королю до завершення життя Карла VI йменуватись та підписуватись регентом Франції. Щоб не сталось плутанини в термінах, в угоді новий титул Генріха V прописано французькою (heritier) й латиною (haeres). Разом із тим, стаття 21 забороняла Генріху до смерті Карла VI йменуватись французьким королем [3].
- Спеціальна стаття поручала англійському королю підкорити міста й провінції, що зберігали вірність «самозваному» дофіну (№ 12).
- Французькі принци, вельможі, комуни й прості громадяни складають присягу Генріху V як регенту і присягають після смерті Карла VI визнати його законним королем Франції (№ 13).
- Нормандське герцогство переходило до смерті Карла VI у пряме володіння Англії, натомість інші землі, які захопив чи захопить Генріх V, мають вважатись частиною французької території (№ 14)
- Філіп Добрий і його васали зберігали свої феоди у всіх частинах Франції, в тому числі й у Нормандії. Стаття 27 прямо вказує Генріху V правити в союзі з герцогом Бургундським (№ 15). Подібне формулювання навіть дозволило К.Фаулеру казати, що двоєдина монархія мала стати англо-бургундським кондомініумом [4].
- Карл Валуа (дофін) проголошується заколотником та вбивцею і позбавляється усіх прав та володінь, виключаючись з лінії спадкування престолу („Під час розгляду страшних та дивовижних злочинів та злодіянь, скоєних проти королівства Франції Карлом, так званого «дофіном», ми погодились із тим, що ми (король Карл VI), наш син (тобто, зять) Генріх, а також наш дорогий син (також зять) Філіп, герцог Бургундії, ніколи не будемо прагнути до миру чи дружби із вищезгаданим Карлом“) [5]. Жодних зауважень про його незаконнонародженість немає; єдине, що Карл VI (точніше, укладач документу), не використовує щодо нього слово «син», на відміну від своїх зятів Генріха й Філіпа Доброго.

## Наслідки

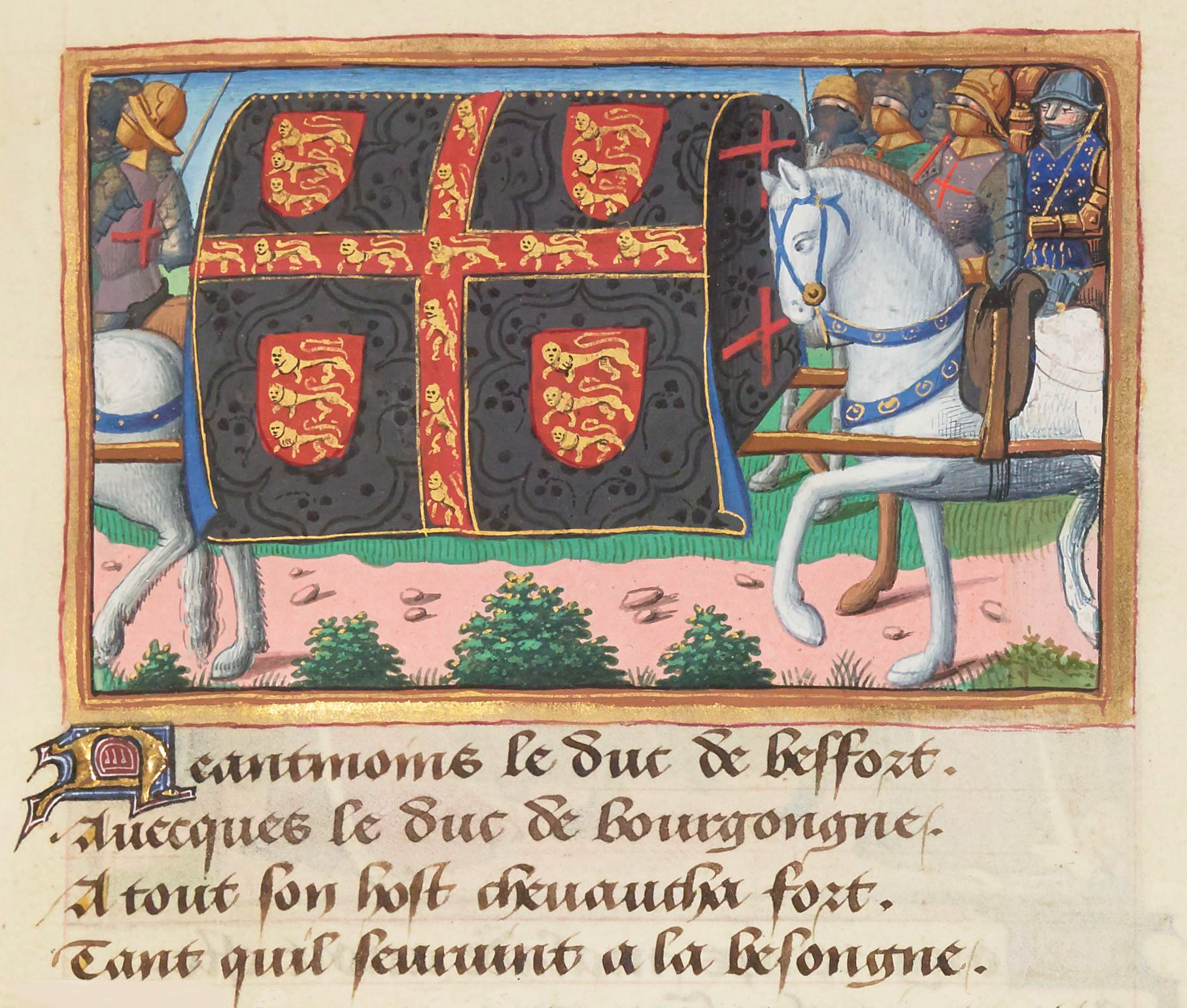
Поховання короля Генріха V. «Вігілії на смерть короля Карла VII»

Співробітництво бургундців з англійцями дозволило Арманьякам виступити в особі захисників національних інтересів. Патріотична реакція зробила партію Арманьяків, яку до цього «ганьбив кожен парижанин», представницею національної справи .
Угода не виявилась настільки успішною, як того очікували, оскільки, Генріх V раптово помер 1422 року у віці лише 36 років від «антонова вогню», а Карл VI помер за два місяці. Генріх V, таким чином, не зміг прийняти спадок і коронуватись короною Франції. Ця обставина стала 1435 року для Філіпа Доброго приводом для виходу з угоди й переходу на бік Карла VII. Номінальним правителем обох країн виявився 10-місячний Генріх VI, син Катерини Валуа, замість якого почав правити його дядько герцог Бедфорд. Для того, щоб здійснити над ним обряд коронування, слід було чекати цілих дев'ять років . Дофін Карл відмовився визнати угоду, відповідно до якої його позбавили престолу, і проголосив себе спадкоємцем батька.
Він узяв під контроль регіон у Франції з центром у місті Бурж, завдяки чому заслужив жартівливе прізвисько «бурзький корольчик» від своїх опонентів. Однак дофін Карл, незважаючи на умови миру, проголосив себе королем Франції Карлом VII й почав боротьбу за трон. Його владу визнали деякі провінції, розташовані в центрі країни, на півдні (Лангедок), південному сході (Дофіне) й південному заході (Пуату). Не поступаючись у розмірах областям, зайнятим англійцями, ці землі, однак, були менш родючими й населеними. Вони не були компактною територією, оточені й розграбовані володіннями англійців та герцога Бургундського. Для Франції почався новий етап війни — боротьба за незалежність . Потім дофіну вдалось здобути низку військових перемог над англійцями та їхніми французькими прибічниками та повернути собі владу. Англійці, тим не менше, продовжували стверджувати, що мають право на французьку корону аж до 1802 року — визнання Французької республіки відповідно до Ам'єнської угоди.

## У художній літературі
1. Дама з покритою головою. Femme couverte (роман, 2018) Анастасії Байдаченко